# Sonate K. 48
Pour les articles homonymes, voir K48 (homonymie).
La sonate K. 48 (F.6/L.157) en ut mineur est une œuvre pour clavier du compositeur italien Domenico Scarlatti.

## Présentation
La sonate K. 48, en ut mineur, est notée Presto. Elle procède (comme avec d'autres sonates : K. 29, 50 et 545) au mélange contrasté d'une touche passionnée de flamenco avec un autre genre du clavier, l'ancienne toccata, qui subit un net renouvellement expressif de ce mélange.

## Manuscrits
Le manuscrit principal est le numéro 6 du volume XIV (Ms. 9770) de Venise (1742), copié pour Maria Barbara ; l'autre est Parme II 24 (Ms. A. G. 31407), copié en 1752. La sonate figure deux fois à Saragosse : source 2, ms. B-2 Ms. 31, fos 21v-23r, no 11 et source 3, ms. B-2 Ms. 32, fos 47v-49r, no 24 (1751–1752).

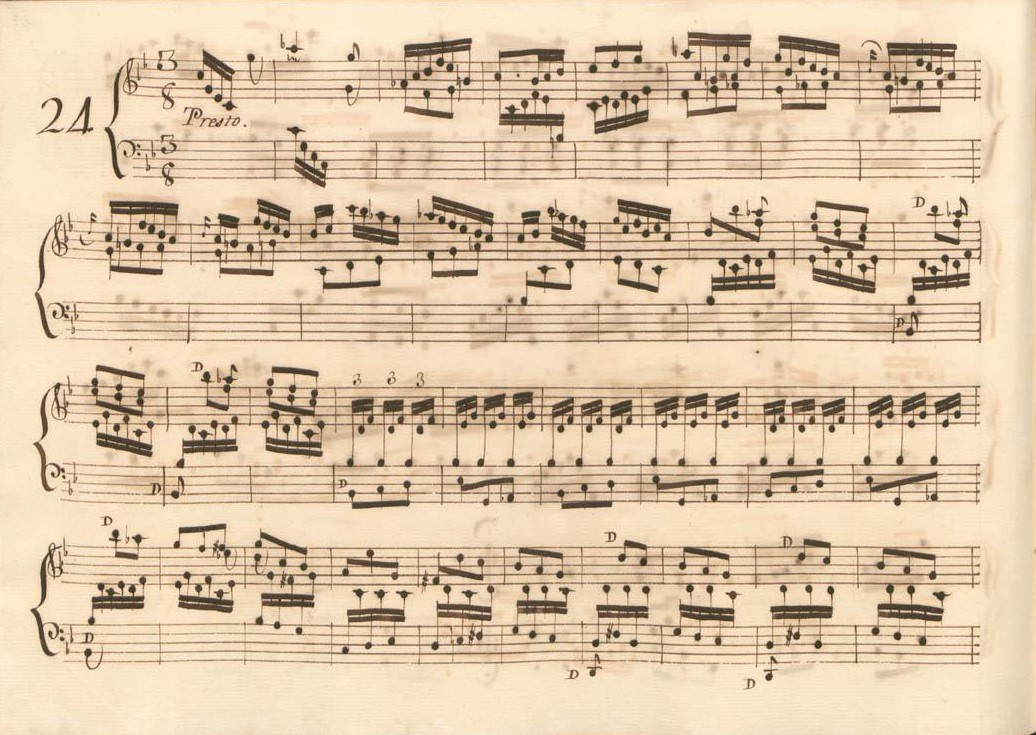
Parme II 24.
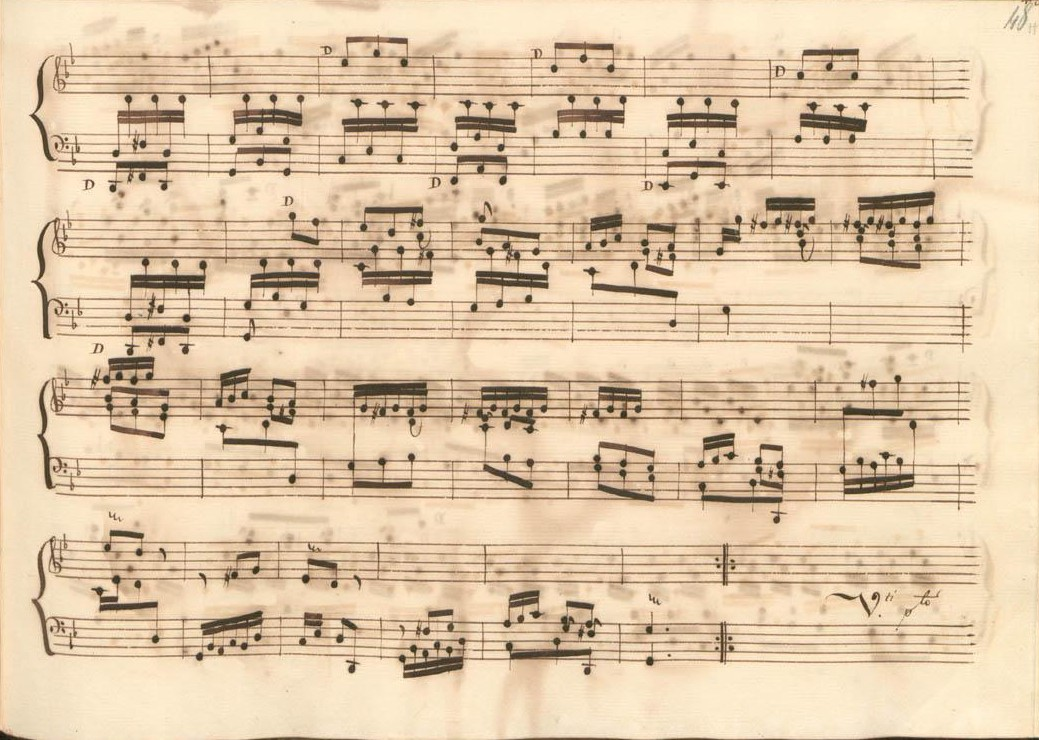
Parme II 24 (fin de la première section).
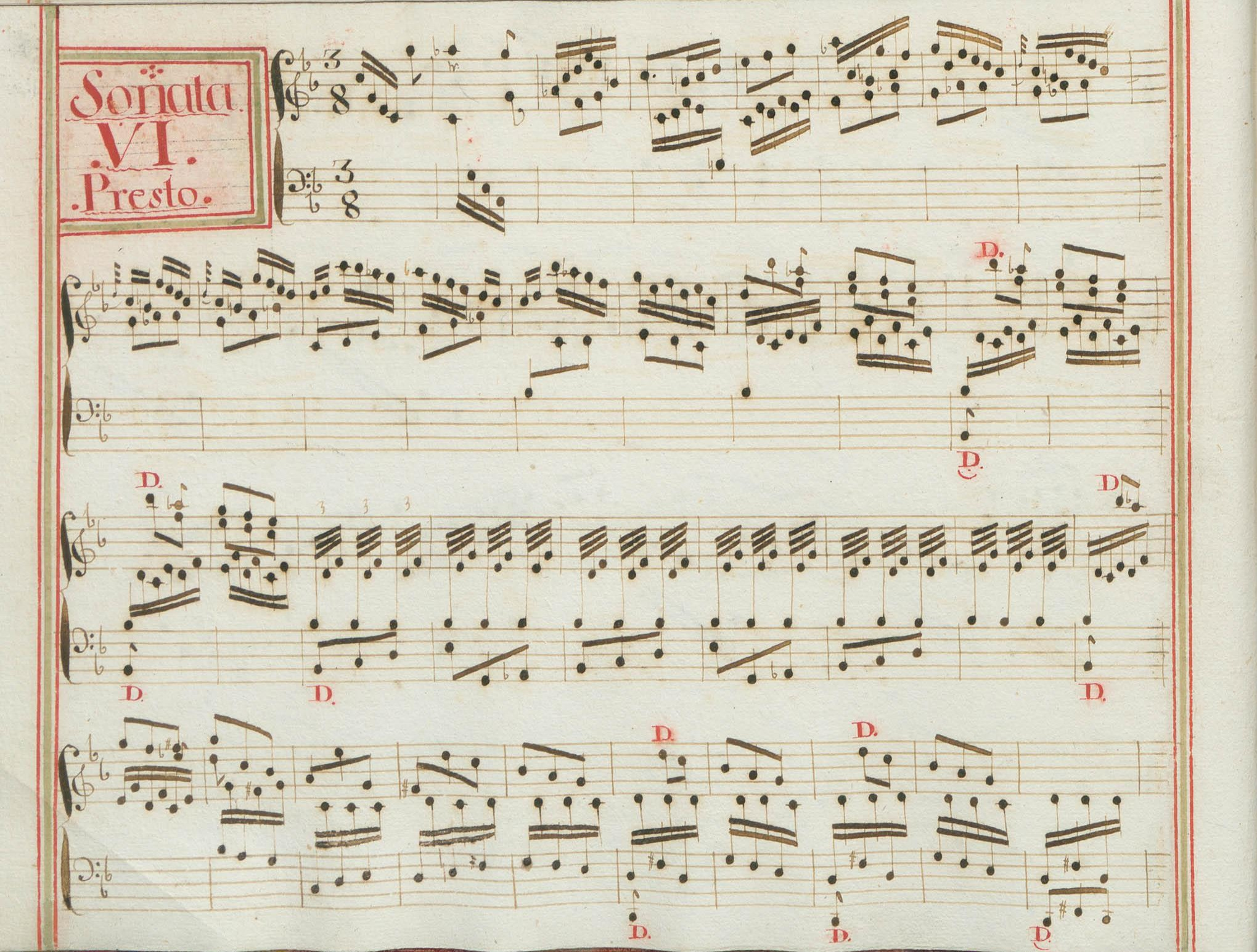
Venise XIV 6.
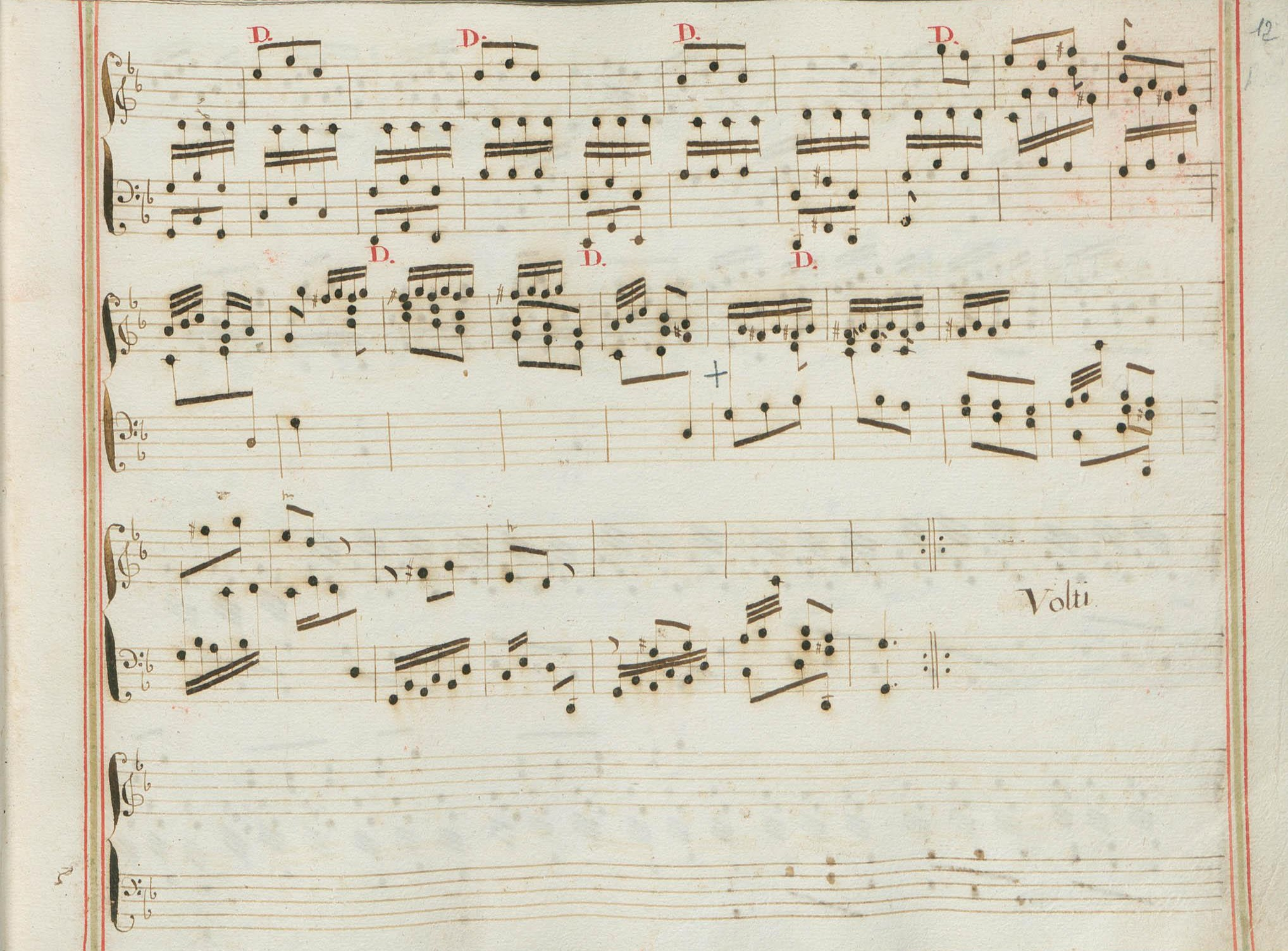
Venise XIV 6 (fin de la première section).
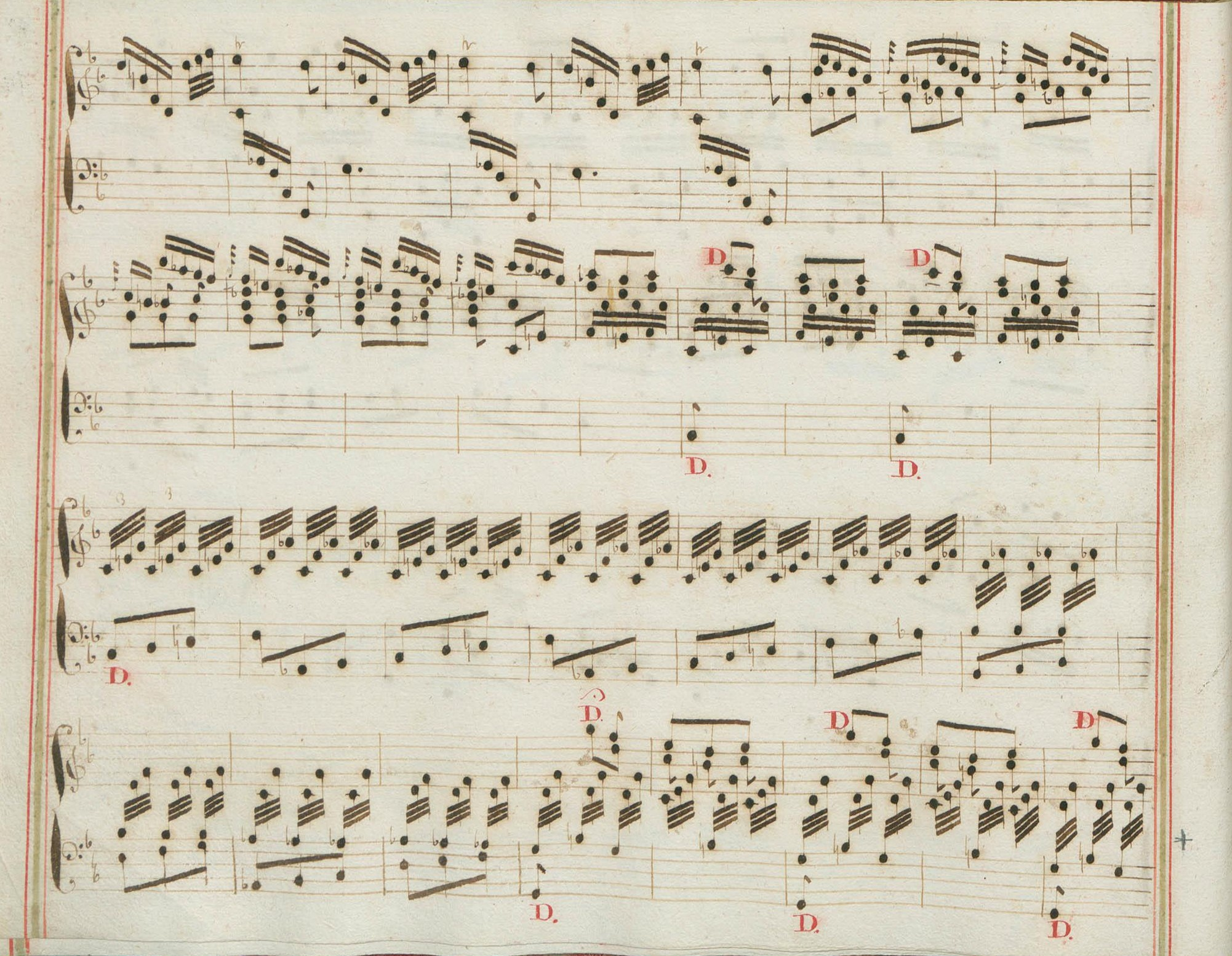
Venise XIV 6 (début de la seconde section).
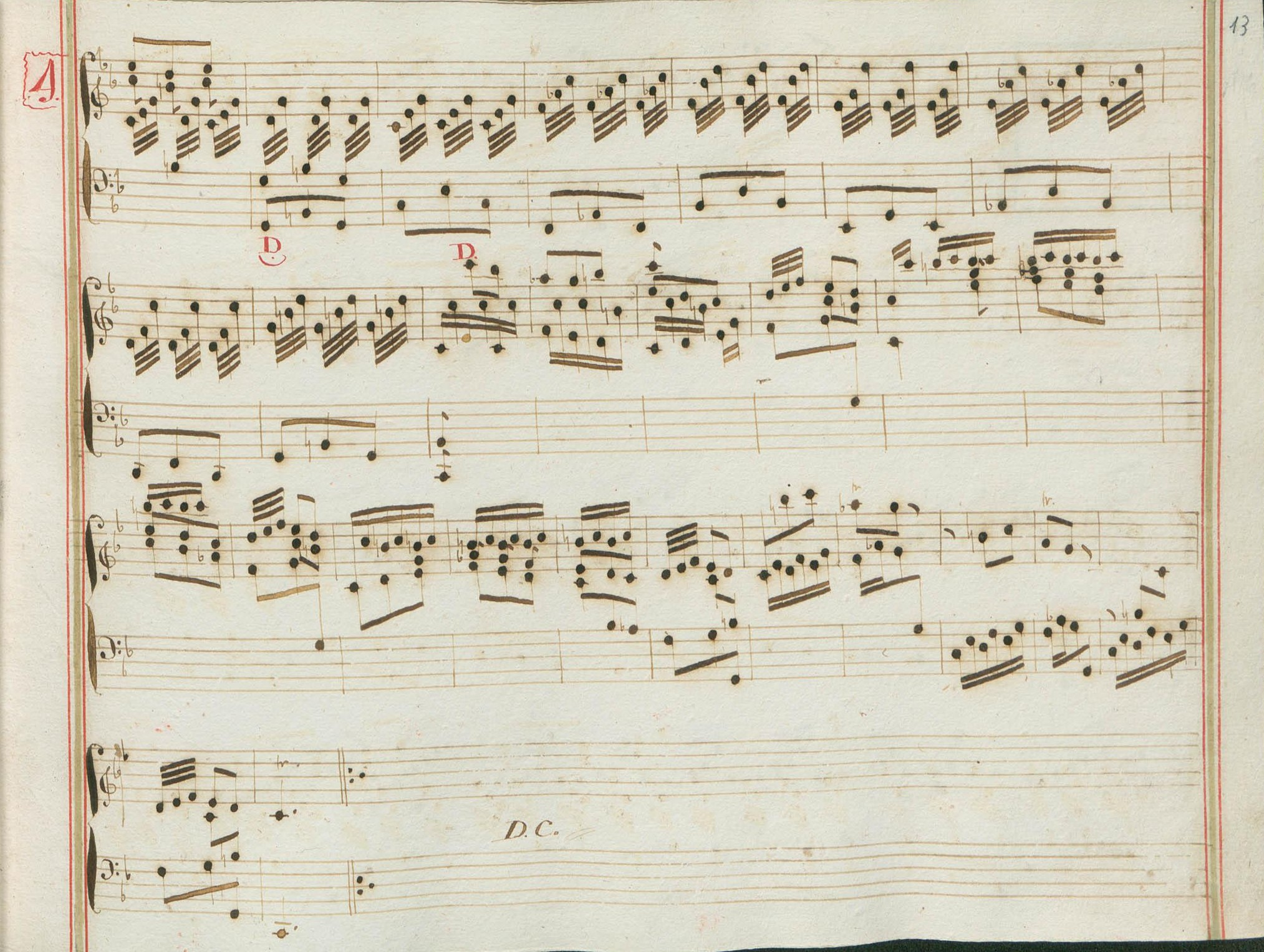
Venise XIV 6 (fin de la sonate).

## Interprètes
La sonate K. 48 est défendue au piano, notamment par Carlo Grante (2009, Music & Arts, vol. 1) et Sergio Gallo (fi) (2022, Naxos vol. 27) ; au clavecin par Scott Ross (1985, Erato), Richard Lester (2005, Nimbus, vol. 6), Pieter-Jan Belder (Brilliant Classics, vol. 1) et Francesco Cera (2013, Tactus, vol. 1).

## Sources
: document utilisé comme source pour la rédaction de cet article.
- Ralph Kirkpatrick (trad. de l'anglais par Dennis Collins), Domenico Scarlatti, Paris, Lattès, coll. « Musique et Musiciens », 1982 (1re éd. 1953 (en)), 493 p. (ISBN 978-2-7096-0118-4, OCLC 954954205, BNF 34689181).
- Alain de Chambure, « Domenico Scarlatti, Intégrale des sonates — Scott Ross », Erato/Éditions Costallat (2564-62092-2 (livret : 2292-45309-2)), 1985 (OCLC 891183737) .
- (en) Malcolm Boyd, Domenico Scarlatti : master of music, New York, Macmillan, 1987, xi-302 (OCLC 470280952, BNF 42875007, lire en ligne)
- (es) Celestino Yáñez Navarro (thèse), Nuevas aportaciones para el estudio de las sonatas de Domenico Scarlatti. Los manuscritos del Archivo de Música de las Catedrales de Zaragoza, Université autonome de Barcelone, 2016 (lire en ligne)